# Brunszvik Tóbiás
Brunszvik Tóbiás (Bruntzvich Tóbiás) (Galgóc, 1590 – Galgóc, 1646) evangélikus püspök, iskolaigazgató.

## Élete
1605-től 1620-ig csepregi iskolaigazgató volt; 1620-tól Thurzó Szaniszló nádornak semptei prédikátora. 1620. május 11-én a szeredi szinódusban felsődunamelléki püspökké választották. 1622-re Semptére szinódust hivott össze és az egyházi kormányzásról 20 cikkelyt alkotott, amelyeknek eredetije a 18. század végén Hajnóczy Dániel soproni conrector birtokában volt. 1630. január 22-étől szeredi lelkész volt, amikor a római katolikus vallásra tért; áttéréséről a következő munkát adta ki:
Lelki gyötrelmeiről való vallástétele. Szered, 1630. (Példány nem maradt fenn belőle; említi Nagy Iván, Magyarország Családai II. 243. l. a múzeumi kézirat Fol. lat. 2340. sz. után.)